# Batalha de Barnet
A batalha de Barnet (14 de abril de 1471) foi decisiva na guerra das Rosas. Teve lugar perto da cidade de Barnet, 15 km a norte de Londres, Inglaterra.

## Contexto
Os principais protagonistas foram o rei Eduardo IV de Inglaterra e Ricardo Neville, conde de Warwick, outrora amigos e aliados, separados pela tendência de Eduardo em favorecer a família da sua rainha Elisabete Woodville. Em outubro do ano anterior Warwick conseguira exilar Eduardo, substituindo-o no trono pelo seu predecessor de Lencastre, o rei Henrique VI de Inglaterra. Mas depois Warwick cometeu um erro ao aceitar ajudar o rei Luís XI de França no conflito com o duque de Borgonha. Essa ajuda levou a que os borgonheses oferecessem assistência militar a Eduardo, que regressou a Inglaterra a 14 de março de 1471.

## Campanha antes da batalha

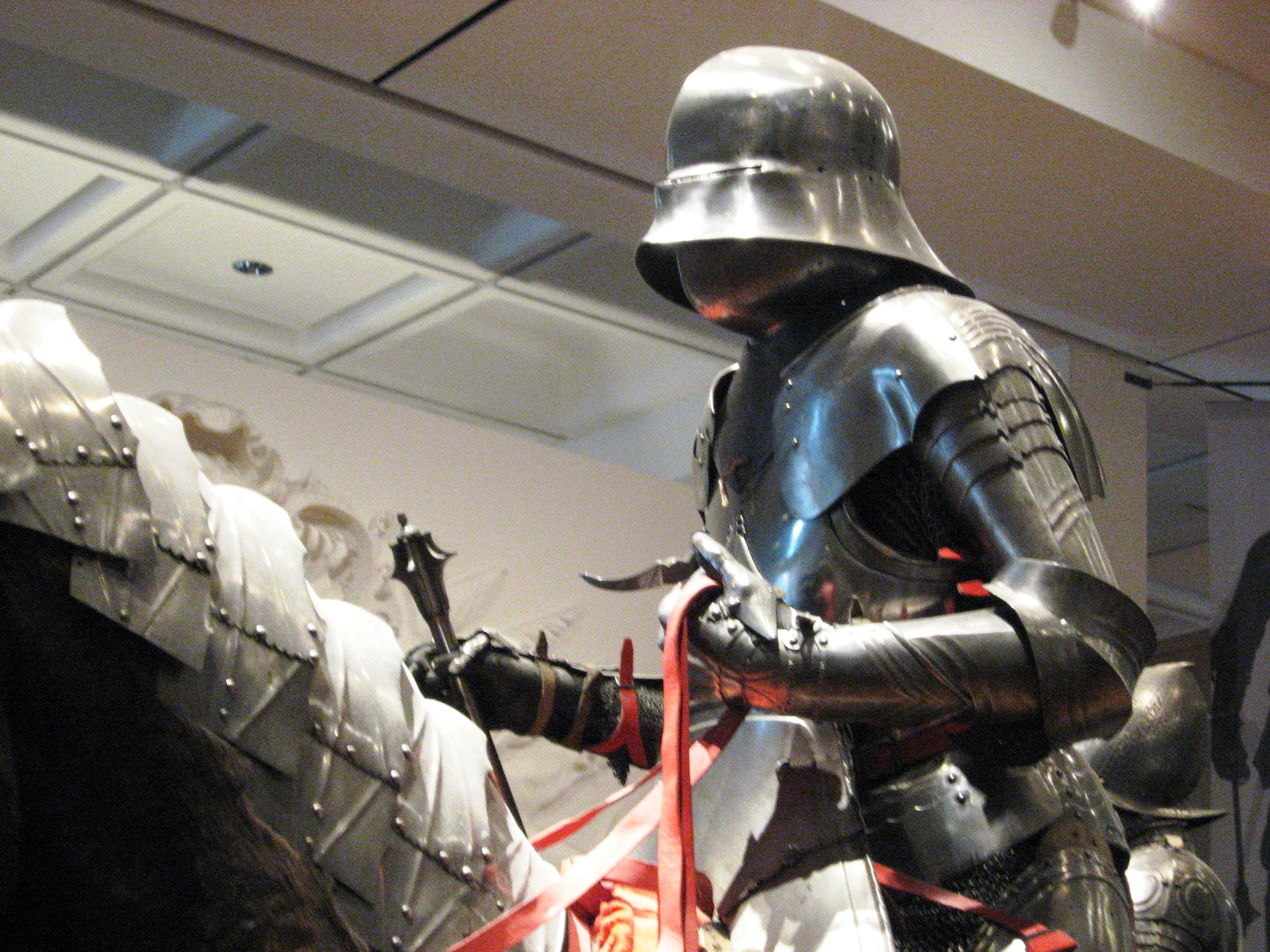
Os nobres presentes na Batalha de Barnet usavam armaduras semelhantes a esta.

Os dois exércitos tinham mais ou menos o mesmo número de homens, mas Warwick tinha o apoio do seu genro Jorge, o duque de Clarence, irmão de Eduardo, que desejava ter paz com este último.
Eduardo marchou sobre Londres enquanto Warwick estava em Coventry. Tendo retomado a sua capital, Eduardo marchou ao encontro de Warwick em Barnet.
Do lado dos Lencastre, John de Vere, 13.º conde de Oxford, comandava o flanco direito, John Neville, 1.º marquês de Montagu comandava o centro, e Henrique Holland, 3.º duque de Exeter, comandava o flanco esquerdo. O conde de Warwick ficava com a reserva. O total das tropas era de cerca de 13 000 homens.
Os Iorquistas, cerca de 10 000, estavam colocados de um lado e do outro da estrada, com Eduardo a liderar o centro, o seu irmão Ricardo (mais tarde o rei Ricardo III de Inglaterra) o flanco direito e Guilherme Hastings o flanco esquerdo.

## A batalha
Os dois exércitos ficaram paralelos à grande estrada em vez de ficarem perpendiculares. com a bruma, algumas tropas de Lencastre confundiram-se entre elas na confusão que se seguiu. À medida que a bruma se levantava e quando Warwick se apercebia da sua derrota, este foi morto quando tentava chegar ao seu cavalo. O seu jovem irmão, o marquês de Montagu, foi também morto.
No mesmo dia a rainha Margarida desembarcara em Weymouth e começara a juntar tropas do país e do País de Gales. Caso tivesse conseguido juntar as suas forças às de Warwick as coisas poderiam ter tido um final diferente.
Mas a vitória de Eduardo permite-lhe consolidar e preparar o confronto final contra a família real dos Lencastre, na batalha de Tewkesbury.